# Comuna de Stary Zamość
Stary Zamość (polaco: Gmina Stary Zamość) é uma gminy (comuna) na Polónia, na voivodia de Lublin e no condado de Zamojski. A sede do condado é a cidade de Stary Zamość.
De acordo com os censos de 2004, a comuna tem 5504 habitantes, com uma densidade 56,6 hab/km².

## Área
Estende-se por uma área de 97,19 km², incluindo:
- área agrícola: 75%
- área florestal: 19%

## Demografia
Dados de 30 de Junho 2004:
|                      | Total   | Total | Mulheres | Mulheres | Homens  | Homens |
| -------------------- | ------- | ----- | -------- | -------- | ------- | ------ |
|                      | pessoas | %     | pessoas  | %        | pessoas | %      |
| População            | 5504    | 100   | 2765     | 50,2     | 2739    | 49,8   |
| Densidade (pop./km²) | 56,6    | 100   | 28,4     | 28,4     | 28,2    | 28,2   |

De acordo com dados de 2002, o rendimento médio per capita ascendia a 1248,46 zł.

## Comunas vizinhas
- Izbica, Nielisz, Skierbieszów, Zamość